# Биктимиров, Салман Галиахметович
Салман Галиахметович Биктими́ров ( баш. Биктимеров Сәлмән Ғәлиәхмәт улы; 1913—1971) — старший сержант Рабоче-крестьянской Красной Армии, участник Великой Отечественной войны, Герой Советского Союза (1944).

## Биография
Салман Биктимиров родился 1 (по новому стилю — 14) августа 1913 года в деревне 2-е Кинзебызово (ныне — Кинья-Абыз Куюргазинского района Башкирии).По национальности Башкир. Получил начальное образование. В 1937—1941 годах работал дорожным мастером в Узмостдорстрое НКВД в Узбекской ССР. В декабре 1941 года был призван на службу в Рабоче-крестьянскую Красную Армию Куюргазинским районным военным комиссариатом Башкирской АССР. С июля 1942 года — на фронтах Великой Отечественной войны. Участвовал в боях на Брянском, Юго-Западном, Степном, Центральном, Белорусском и 2-м Белорусском фронтах.
К сентябрю 1943 года гвардии старший сержант Салман Биктимиров командовал отделением сабельного эскадрона 60-го гвардейского кавалерийского полка 16-й гвардейской кавалерийской дивизии 61-й армии Центрального фронта.
18 сентября 1943 года гвардии старший сержант Биктимиров, действуя в главной походной заставе, несмотря на массированный вражеский пулемётный и артиллерийский огонь, первым ворвался в сёла Березна и Бегач Черниговской области Украинской ССР. Своими действиями Биктимиров способствовал успешному освобождению этих сёл. 28 сентября 1943 года, несмотря на сильный огонь противника, Биктимиров первым в своём подразделении форсировал Днепр в районе села Неданчичи Черниговской области. Закрепившись на плацдарме на западном берегу реки, Биктимиров принял активное участие в обеспечении успешной переправы через Днепр другими полковыми подразделениями, уничтожив в бою 15 вражеских солдат и офицеров.
Указом Президиума Верховного Совета СССР «О присвоении звания Героя Советского Союза генералам, офицерскому, сержантскому и рядовому составу Красной Армии» от 15 января 1944 года за «образцовое выполнение боевых заданий командования на фронте борьбы с немецкими захватчиками и проявленными при этом отвагу и геройство» гвардии старший сержант Салман Биктимиров был удостоен высокого звания Героя Советского Союза с вручением ордена Ленина и медали «Золотая Звезда» за номером 4330.
В апреле 1944 года, получив тяжёлое ранение, Биктимиров был демобилизован из армии и вернулся в родную деревню, где работал в колхозе. В 1945 году вступил в ВКП(б). Умер 24 февраля 1971 года, похоронен в родной деревне.
Был также награждён рядом медалей. Памятник Биктимирову установлен в деревне Кинья-Абыз. В Национальном музее Республики Башкортостан имя Биктимирова есть на мемориальной доске в числе имён 78 Героев Советского Союза 112-й Башкирской дивизии (16-й гвардейской Черниговской дивизии).